# Homokember (Marvel Comics)
Homokember (William Baker, más néven Flint Marko) egy kitalált karakter, aki a Marvel Comics által kiadott képregényekben jelenik meg. Az alakváltó, aki egy baleset következtében homokká tud változni, a szuperhős Pókember visszatérő ellenfeleként kezdte pályafutását, de idővel megváltozott, és végül antihőssé vált. A Homokember a Fantasztikus Négyes ellensége is volt, és a Sinister Six nevű szupergonosz csapat alapító tagja.
A karakter a Pókember-franchise alapján készült filmekben, televíziós sorozatokban és videojátékokban is megjelent. Az élőszereplős filmekben Thomas Haden Church alakította Homokembert. A Pókember: Idegenben (2019) című filmjében feltűnt egy "Homokemberen" alapuló lény, amely valójában egy Mysterio által működtetett drónsorozat illúziója volt. A Homokember a hetvenkettedik helyet szerezte meg az IGN "Minden idők 100 legjobb képregény-gonosza" listáján.